# 中村創
中村 創（なかむら つくる）は、日本のヴァイオリニスト、くらしき作陽大学非常勤客員教授。
くらしき作陽大学卒業。在学中、同大学管弦楽団及び弦楽合奏団のコンサートマスターを務める。
きよね夢てらすに於いて初ソロリサイタルを行う。
2010年、岡山三木記念ホールに於いて、ルーマニア国立放送室内管弦楽団とベートーベンのヴァイオリン協奏曲を共演する。
2011年、日本クラシック音楽コンクール全国大会入選。
2013年、ドイツ Mattheiser Sommer-Akademieに参加し、Mark Gothoniの指導を受ける。
オペラプラザ岡山コンサートマスター。